# Арка (мифология)
А́рка (др.-греч. Ἄρκη) — в древнегреческой мифологии дочь Тавманта и океаниды Электры, сестра Ириды и гарпий. Она помогла титанам в борьбе против богов и Зевса, за что тот сбросил её в Тартар и отнял крылья, которые потом подарил Фетиде в честь свадьбы с Пелеем; впоследствии Фетида отдала эти крылья своему сыну Ахиллу.